# 소론바이 젠베코프
소론바이 샤리포비치 젠베코프(키르기스어: Сооронбай Шарипович Жээнбеков, 문화어: 쏘오론바이 줴엔베꼬브, 1958년 11월 16일 ~ )는 키르기스스탄의 정치인이다.

## 생애

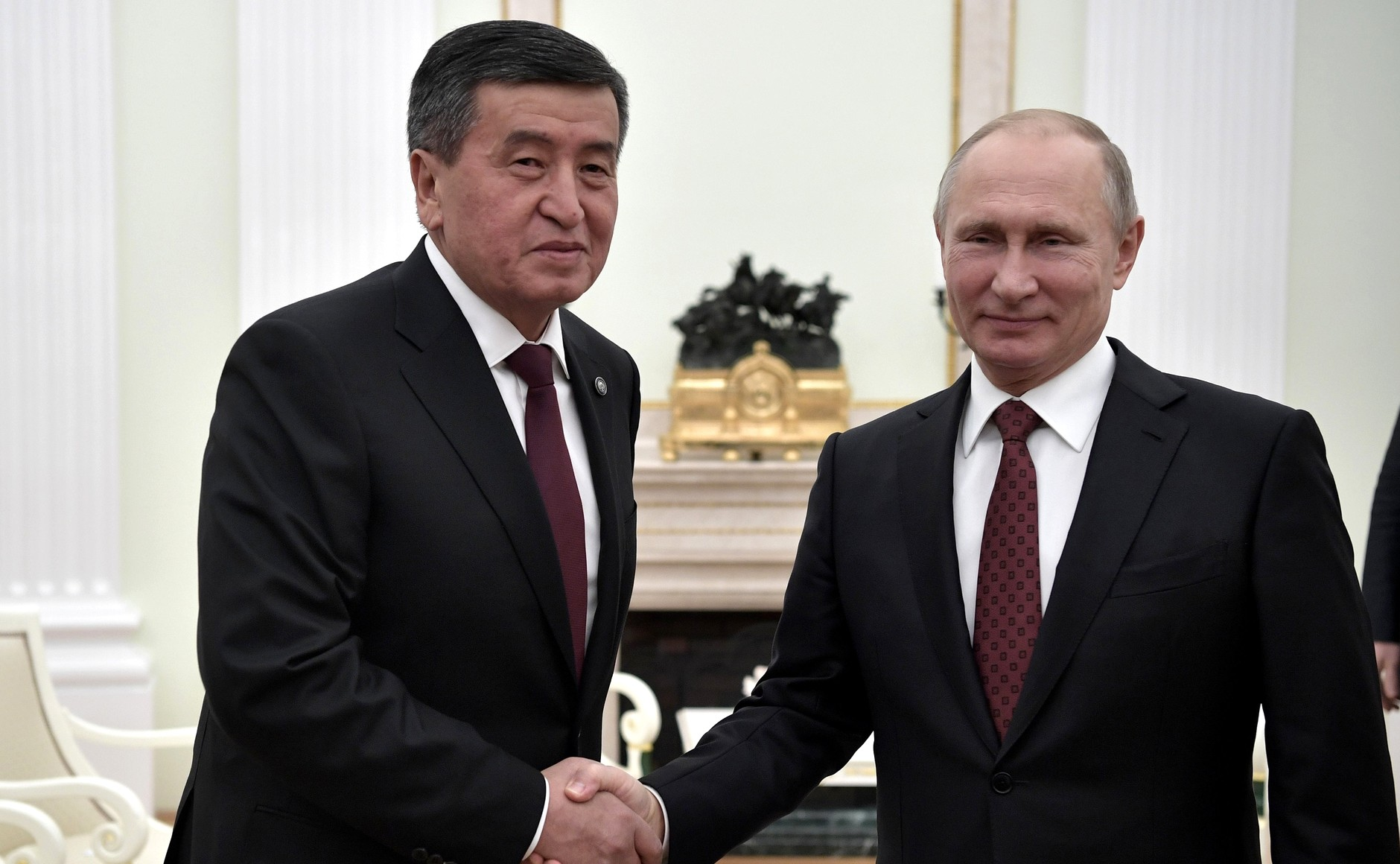
블라디미르 푸틴 대통령과 만나는 젠베코프 대통령 (2017년)

젠베코프는 키르기스스탄 남부 오시주의 농민 집안 출신이다. 아이만 11명인 가난한 집안에 태어난 그는 농대를 졸업하고 한때 오슈 지역 집단농장 농장장으로 일했다. 그러다가 37세 때인 1995년 의원으로 선출돼 12년 동안 줄곧 의정 활동을 하며 정치 경력을 다졌다.
쿠르만베크 바키예프 전 대통령 시절에 농수산부 장관을 역임했고, 2012년에 알마즈베크 아탐바예프 정권 들어 오시주의 주지사로 역임한 뒤 2016년 4월 13일부터 2017년 8월 22일까지 테미르 사리예프 총리의 후임으로 총리로 재직하다 2017년 8월 21일 젠베코프는 10월에 열리는 대선전에 뛰어들어 키르기스스탄 사회민주당 후보로 출마하여 총리직을 사임 하였다.
2017년 10월 15일 젠베코프는 키르기스스탄 대통령 선거에 여당인 키르기스스탄 사회민주당 후보로 54.8%로, 2위로 33.7% 득표율의 레스푸블리카 후보인 오무르베크 바바노프 후보를 누르고 당선되었다. 젠베코프는 선거 운동 기간 내내 "당선되면 현 대통령의 정치 노선을 승계할 것"이라고 밝혀온 만큼, 그가 집권한 뒤에도 키르기스의 대내외 정책에 큰 변화는 없을 것으로 보인다. 특히 알마즈베크 아탐바예프 전 대통령 시절 강화된 친(親)러시아 노선도 그대로 유지될 것으로 관측된다.
2017년 11월 24일 소론바이 젠베코프 대통령은 알마즈베크 아탐바예프 전 대통령으로부터 권력을 이양받은 뒤 취임식을 가졌다.
2020년 10월 9일 젠베코프 대통령은 최근에 새 입법부 의원을 뽑는 선거를 치뤘는데 부정선거 의혹이 제기되면서 시위가 발생했는데 정부 브리핑을 통해 부정선거를 인정하고 책임을 지고 사의를 표명했다.
2020년 10월 15일 젠베코프 대통령은 사임을 발표하고 대통령직에서 물러났다.

## 역대 선거 결과
| 선거명      | 직책명                | 대수 | 정당                    | 득표율 | 득표수    | 결과 | 당락 |
| ----------- | --------------------- | ---- | ----------------------- | ------ | --------- | ---- | ---- |
| 2017년 선거 | 키르기스스탄의 대통령 | 5대  | 키르기스스탄 사회민주당 | 54.67% | 920,620표 | 1위  |      |